# 八巻大
八巻 大（やまき まさる、1964年12月3日 - ）は、元劇団四季在籍の俳優。血液型はA型。ミュージカル「CATS」のラム・タム・タガー役などを演じた。

## 来歴
東京都出身。父親の仕事の関係で幼少期（3歳〜11歳）をアメリカのロサンゼルスで過ごす。学校は地元のアメリカンスクールに通い、家庭内でも英語で会話していたため、帰国するまで日本語を知らなかった。漢字の「よん」を一・二・三の流れから4本線で書いたという話も。
帰国後の1990年に劇団四季へ入団。2004年に退団。
2004年にアルベールビル五輪女子フィギュアスケート銀メダリストの伊藤みどりと結婚したが、2006年に離婚した。

## 出演作品
- 1991年
  - 「ジーザス・クライスト＝スーパースター」
  - 「エルリック・コスモスの239時間」

- 1992年
  - 「ジョン万次郎の夢」

- 1993年
  - 「クレイジー・フォー・ユー」
  - 「ジョン万次郎の夢」
  - 「夢から醒めた夢」

- 1994年
  - 「クレイジー・フォー・ユー」
  - 「夢から醒めた夢」

- 1995年
  - 「ジーザス・クライスト＝スーパースター」
  - 「クレイジー・フォー・ユー」
  - 「桃次郎の冒険」

- 1996年
  - 「桃次郎の冒険」
  - 「クレイジー・フォー・ユー」

- 1997年
  - 「クレイジー・フォー・ユー」
  - 「CATS」

- 1998年
  - 「CATS」
  - 「夢から醒めた夢」

- 1999年
  - 「CATS」
  - 「アスペクツ・オブ・ラブ」

- 2000年
  - 「CATS」

- 2001年
  - 「CATS」
  - 「ミュージカル異国の丘」

- 2002年
  - 「異国の丘」
  - 「CATS」
  - 「マンマ・ミーア!」

- 2003年
  - 「マンマ・ミーア!」

- 2004年
  - 「マンマ・ミーア!」